# 叠氮化钠
叠氮化钠，化学式NaN3，无色六角形晶体，易溶于水和液氨。微溶于乙醇，不溶于乙醚。常温下稳定，高温分解。在撞擊下爆炸性分解：
{\displaystyle {\ce {2 NaN3 -> 2 Na + 3 N2 ^}}}
理论上每克叠氮化钠分解可以产生554毫升的氮气。

## 制法
用氨基钠与一氧化二氮反应而成：
{\displaystyle {\ce {2 NaNH2 + N2O -> NaN3 + NaOH + NH3 ^}}}
用亚硝酸钠与联氨制备：
{\displaystyle {\ce {NaNO2 + N2H4 -> NaN3 + 2 H2O}}}
用硝酸鈉與氨基鈉製備：
{\displaystyle {\ce {NaNO3 + 3 NaNH2 -> NaN3 + 3 NaOH + NH3 ^}}}

## 性質

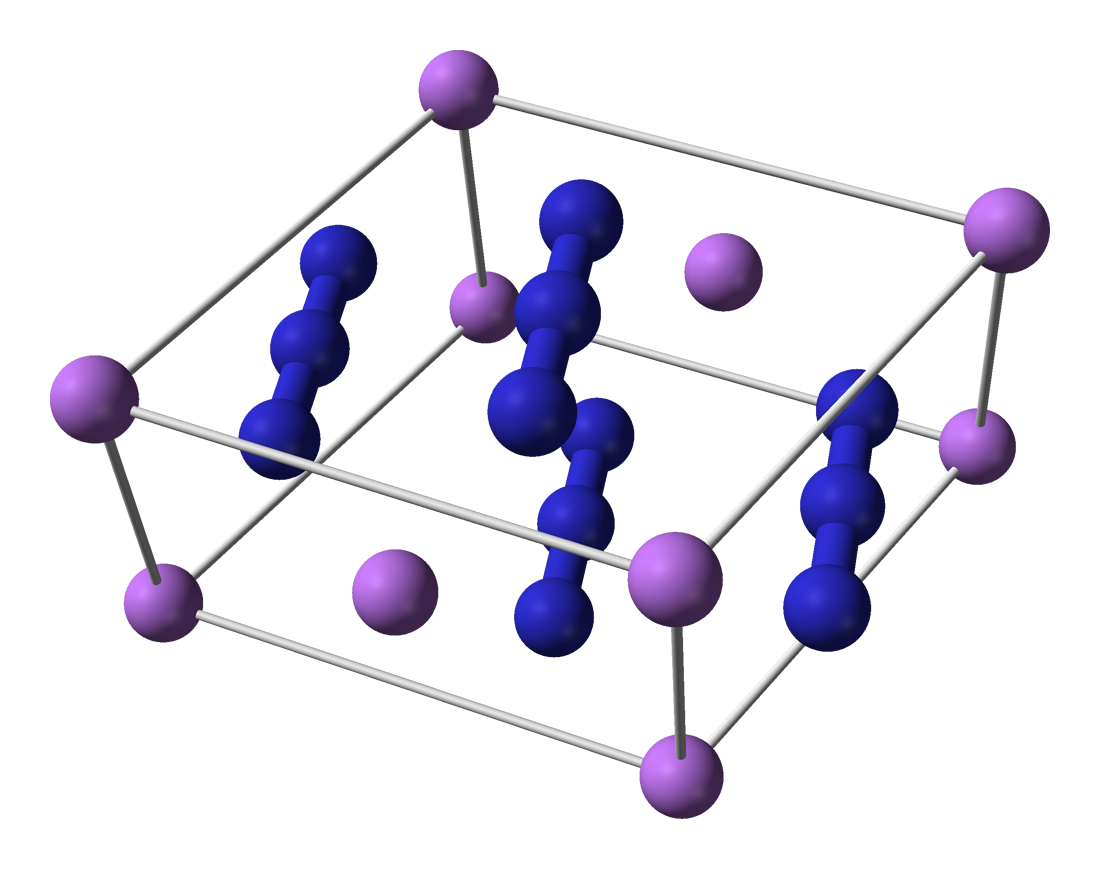
疊氮化钠的晶格疊氮化钠也是和疊氮化鋰一樣四方結構。

叠氮化钠在熱力學上不穩定，会在熔點附近發生分解反應，生成氮氣和鈉。
{\displaystyle {\ce {2 NaN3 -> 2 Na + 3 N2 ^}}}
它遇高熱或受碰撞會發生爆炸。
在水中溶解度較大（17℃時 42 g/100 mL），顯弱鹼性。與一些过渡金屬盐类或二硫化碳反應，生成爆炸性強的疊氮化合物。此外，也可以與酸發生反應，產生具有爆炸性和刺激性臭味的有毒氣體疊氮化氫。
疊氮離子的結構是直線型并存在共振結構，N-N原子間距離為1.15Å。
{\displaystyle {\ce {N^{-}=N^{+}=N^{-}<->N\equiv N^{+}:N^{2-}<->N^{2-}:N^{+}\equiv N}}}

## 用途
- 水溶液可以使蛋白质变性，在生化分析中用于沉淀蛋白质；
- 叠氮化钠片是汽车安全气囊的主要成分，能在发生碰撞的时候分解产生大量氮气将气囊鼓起；
- 常用于有机合成用于制造有机叠氮化物中间体；
- 与醋酸铅反应可以得到叠氮化铅，叠氮化铅在军事上用来制造雷管。

## 毒性
叠氮化钠的溶液有剧毒，小鼠口服半致死量为27 mg/kg。